# Yeşilköy
Yeşilköy (historicky San Stefano) je čtvrť největšího tureckého města Istanbulu. Nachází se na pobřeží Marmarského moře v obvodu Bakırköy 10 km západně od centra. Žije zde přibližně 25 000 obyvatel.
V době čtvrté křížové výpravy zde přistála loď převážející ostatky svatého Štěpána do Říma a byl založen kostel, kolem něhož vznikla vesnice San Stefano. Většinu obyvatel tvořili křesťané řeckého a arménského původu, sídlila zde podnikatelská rodina Dadijanů. Po vyhlášení republiky byla většina původních obyvatel vyhnána a v roce 1926 byla vesnice přejmenována na Yeşilköy, což turecky znamená „zelená ves“. Ve dvacátém století bylo Yeşilköy populárním výletním místem, dokud je nepohltila městská zástavba. Prochází jím dráha Marmaray.
Ve vile rodiny Simenoğlu byla 3. března 1878 podepsána Sanstefanská mírová smlouva. Za balkánských válek zde byl zřízen lazaret, kde zemřelo na choleru okolo tří tisíc vojáků. V roce 1911 bylo otevřeno istanbulské letiště, od roku 1980 nesoucí název Atatürkovo letiště.
Podle místa je pojmenována hora San Stefano Peak v Jižních Shetlandech.